# دید در تاریکی

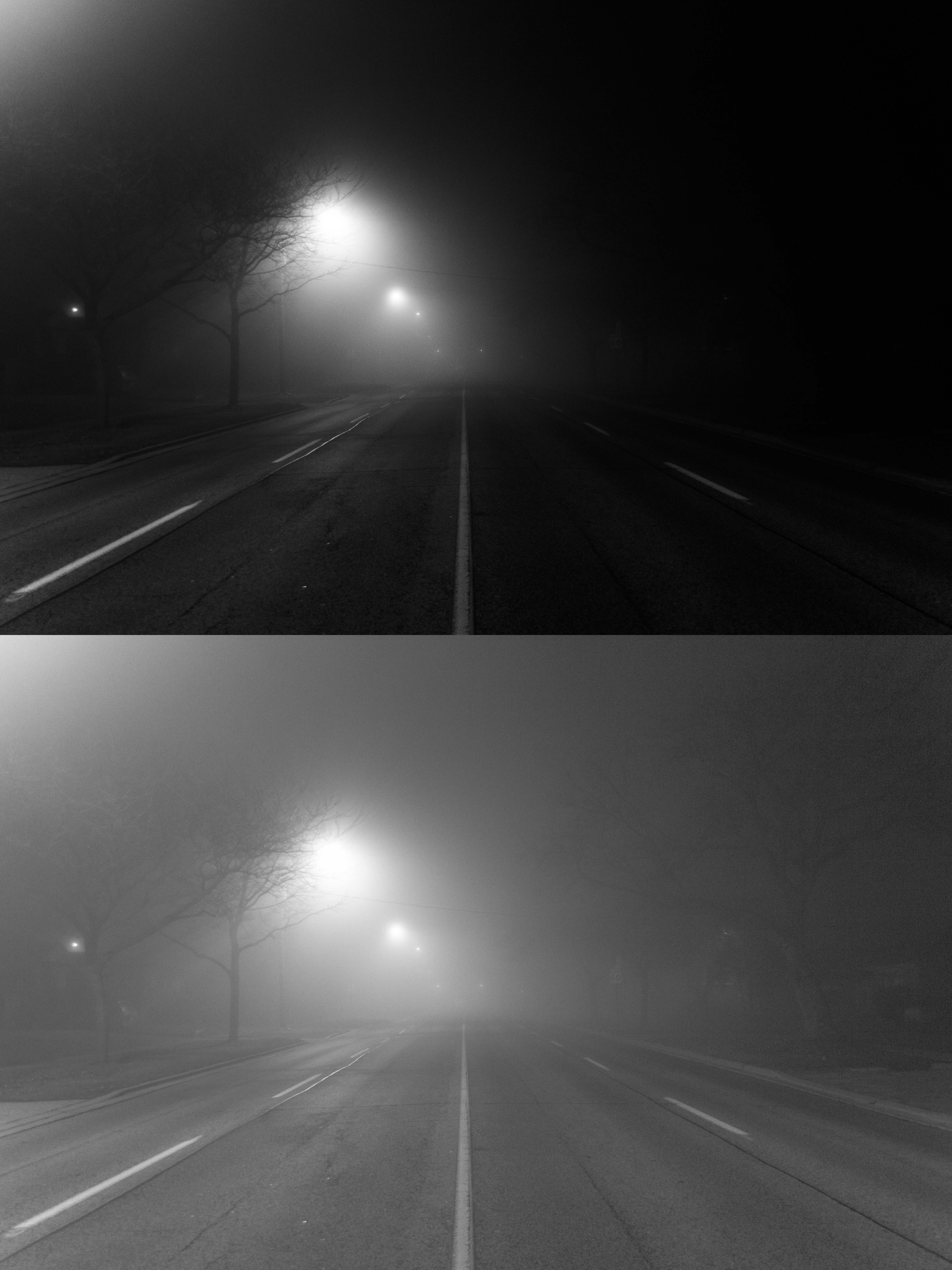
نمونه‌های شبیه‌سازی‌شده از دید در نور کم. بالا: انسان؛ پایین: گربه

در مطالعه ادراک بینایی انسان، شَب‌بینی (یا درتاریک‌بینی) به دید چشم در شرایط کم نور گفته می‌شود. این اصطلاح از یونانی skotos به معنای «تاریکی» و -opia به معنای «وضعیت بینایی» گرفته‌شده‌است. در چشم انسان، یاخته‌های مخروطی در نور مرئی کم غیرعملکردی هستند. شب‌بینی منحصراً ازطریق یاخته‌های میله‌ای تولید می‌شود که بیشترین حساسیت را نسبت به طول‌موج‌های حدود ۴۹۸ نانومتر (سبز-آبی) دارند. و نسبت به طول موج‌های بیشتر از حدود ۶۴۰ نانومتر حساس نیستند. این حالت اثر پورکینه نامیده می‌شود. در شرایط درتاریک‌بینی، نور تابیده شده به شبکیه بر اساس توزیع توان طیفی کدگذاری نمی‌شود. ادراک بصری بالاتر در دید در تاریکی مانند دید در روشنایی رخ می‌دهد.